# تایسا فارمیگا
تایسا فارمیگا (انگلیسی: Taissa Farmiga؛ زادهٔ ۱۷ اوت ۱۹۹۴) یک هنرپیشه اهل ایالات متحده آمریکا است. وی از سال ۲۰۱۱ میلادی تاکنون مشغول فعالیت بوده‌است.
از فیلم‌ها یا برنامه‌های تلویزیونی که وی در آن نقش داشته‌است می‌توان به حلقه بلینگ، در دره خشونت، ۶ سال، قوانین صدق نمی‌کنند، راهبه، ما همیشه در قلعه زندگی می‌کردیم، ماینداسکیپ، در میدلتون، پسری به نام جیمز و داستان ترسناک آمریکایی و راهبه ۲ اشاره کرد.
تایسا، خواهر کوچک ورا فارمیگا است. 